# دروازه آرایه

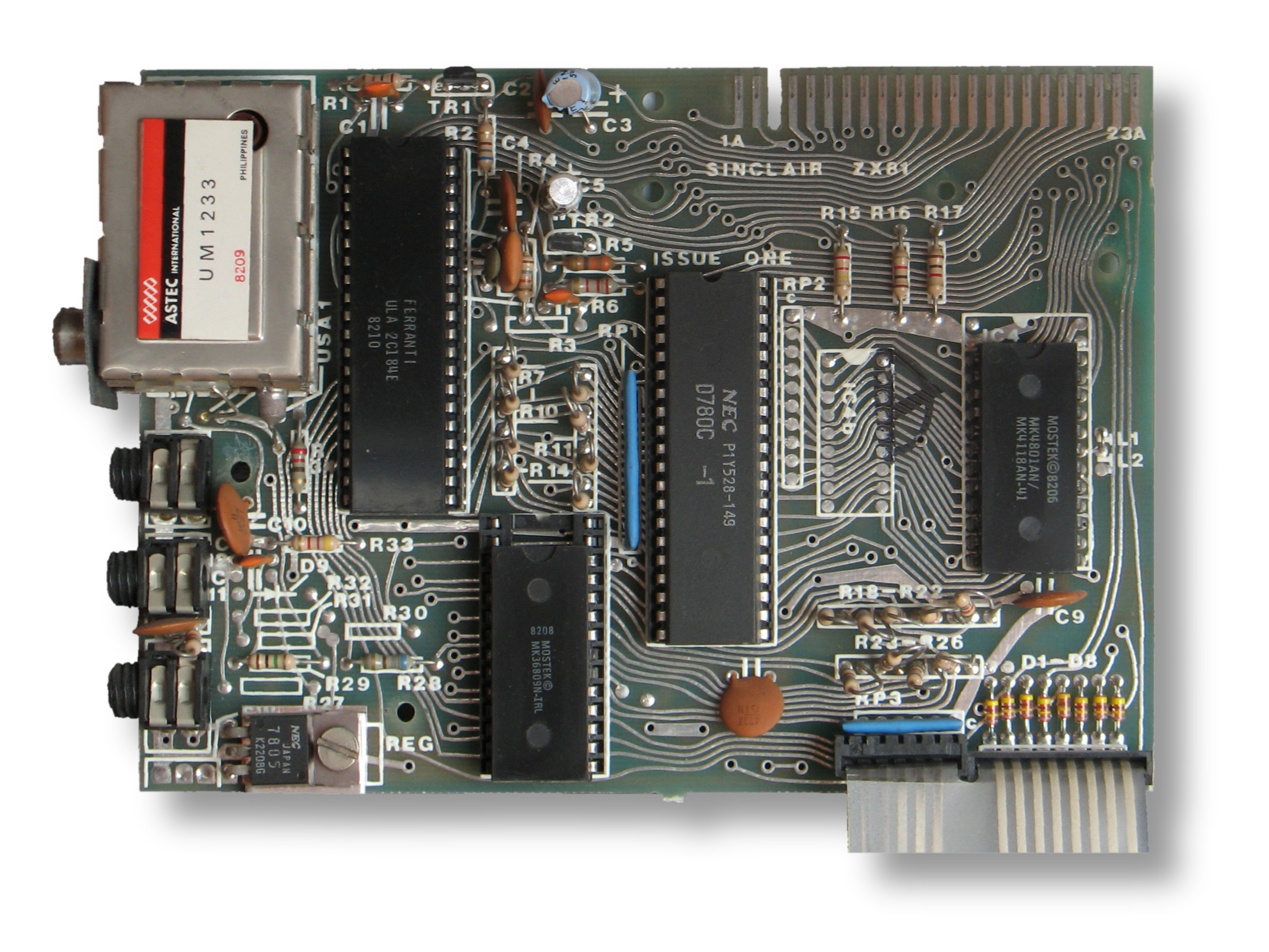
تصویر یک مدار

آرایهٔ دروازهٔ منطقی، یا آرایهٔ گِیت (به انگلیسی: Gate Array) یا آرایهٔ منطقیِ اختصاص‌نیافته (به انگلیسی: Uncommitted Logic Array)، یک رویکرد در طراحی و ساخت مدارهای مجتمع با کاربرد خاص (ASIC) با استفاده از تراشه‌های پیش‌ساخته با قطعات فعال مانند دروازه (گِیت) NAND است، که بعداً در کارخانه، بنا به سفارش (کاربرد) و با اضافه کردن لایه‌های فلزی به هم متصل می‌شوند.
آرایهٔ گیت در اینجا به اشتباه «دروازه آرایه» ترجمه شده است.

## طراحی
یک مدار آرایهٔ گِیت ، یک مدار تراشه سیلیکونی پیش‌ساخته و بدون کاربرد ازپیش‌تعیین‌شده (انگلیسی: prespecified) است که در آن ترانزیستور، گیت‌های استاندارد NAND یا NOR، و سایر قطعات فعال در موقعیت‌های ازپیش‌تعریف‌شده به‌طور منظم قرار داده شده و روی یک ویفر که معمولاً برش اصلی یا شاه‌قاچ (master slice) نامیده می‌شود ساخته شده‌است. 
ایجاد یک مدار با یک تابع مشخص با اضافه کردن یک لایه سطح نهایی یا لایه‌هایی از اتصالات فلزی به تراشه روی شاه‌قاچ در فرایند تولید انجام می‌شود، اتصال این عناصر اجازه می‌دهد که عملکرد این تراشه مطابق سفارش مورد نظر انجام شود. این لایه مشابه لایه یا لایه‌های مسی از یک بورد مدار چاپی (PCB) است.
شاه‌قاچ معمولاً پیش‌ساخته است و در مقادیر زیاد بدون توجه به سفارشات مشتری تولید می‌شود. طراحی و ساخت با توجه به مشخصات موردنظر مشتری ممکن است در یک زمان کوتاه در مقایسه با سلول‌های استاندارد یا طراحی سفارشی کامل به انجام شود. روش آرایهٔ دروازه هزینه‌های ماسک را زمانی که ماسک‌های سفارشی کمتری نیازمند تولید است را کاهش می‌دهد. بعلاوه هزینه‌های ابزارهای تست کارخانه و زمان تست با توجه به اینکه ممکن است یک قالب تست یکسان (وسایل آزمون مشابه) برای تمام محصولات آرایهٔ دروازه ساخته شده در ابعاد مشابه مورد استفاده قرار بگیرد، کاهش می‌یابد. 
آرایهٔ دروازه‌ها به عنوان اجداد مدارهای ASIC دارای ساختار پیشرفته‌تر بودند، بر خلاف آرایه‌های گِیت، ASICها ساختار یافته تمایل دارند که شامل حافظه‌های از پیش تعریف شده یا قابل پیکربندی، و / یا بلاک‌های آنالوگ باشند. مدارهای ASIC ساختاریافته هنوز هم توسط برخی شرکت‌ها مانند ChipX، به فروش می‌رسد.
یک مدار کاربردی باید روی یک آرایه دروازه که به اندازه کافی دروازه یا گیت، سیم‌کشی (Wiring) و پایه‌های ورودی-خروجی (I/O) دارد ساخته شود. از آنجا که نیازمندی‌ها متفاوت است، آرایه‌های دروازه معمولاً در قالب خانواده‌ها یا دسته‌های با اعضای بزرگتری که بیشتر از تمام منابع را دارند ارائه شده‌است، اما به نسبت گران‌تر هستند. در حالی که طراح نسبتاً به راحتی می‌تواند تعداد دروازه‌ها و پایه‌های ورودی-خروجی مورد نیاز را تعیین کند، مقدار گام‌های مسیریابی مورد نیاز ممکن است به‌طور قابل ملاحظه‌ای حتی در میان طرح با همان مقدار از منطق متفاوت باشد. (به عنوان مثال، یک crossbar switch یا سوئیچ ماتریسی نیاز به مسیریابی بسیار بیشتر از یک آرایه سیستولیک با همان تعداد گیت دارد) از آنجا که گام‌های مسیریابی استفاده نشده هزینه را، بدون ایجاد هیچگونه سودی، افزایش (و عملکرد را کاهش) می‌دهند، تولیدکنندگان آرایهٔ دروازه، تنها سعی در ارائه گام‌های (Track) لازم دارند؛ بنابراین بسیاری از طرح‌ها که از نظر دروازه و پایه‌های ورودی-خروجی مناسب است را می‌توان تعیین مسیر کرد. این به وسیلهٔ تخمین چیزهایی که از قانون اجاره (Rent's rule) یا به وسیلهٔ تجربیاتی که از طرح‌های موجود بدست می‌آید، تعیین می‌شود.
اِشکال اصلی آرایه‌های گیت، تراکم و عملکرد تا حدودی پایین‌تر در مقایسه با روش‌های دیگر طراحی مدارهای ASIC است. با این حال این شیوه اغلب یک رویکرد قابل قبول برای حجم تولید کم است.

## تاریخچه
شرکت تحقیقات سینکلر (Sinclair Research) یک طراحی ZX80 توسعه یافته را به یک تراشه ULA برای ZX81 منتقل کرد، و بعد از آن ULA در طیف ZX استفاده شد. تراشه‌های سازگار در روسیه به عنوان T34VG1 ساخته شده‌است. شرکت Acorn Computers چندین تراشه ULA را در سیستم میکروکامپیوتر BBC استفاده کرد، و بعد موفق به فشرده سازی تقریباً همه ماشین‌های منطقی به صورت یک ULA برای شرکت Acorn Computers شد. بسیاری از تولیدکنندگان دیگر از زمان یا دوره رونق کامپیوتر خانگی، در ماشین‌های خود از ULAها استفاده می‌کردند. Ferranti در UK پیشگام فناوری ULA است، بعدها این پیشگامی در تراشه‌های نیمه سفارشی (semi-custom chips) رها شد و از بین رفت. IBM PC بیش از حد بازار رایانه‌های شخصی را سهم خود کرد و حجم فروش، استفاده از تراشه‌های کامل سفارشی ساخته شده را مقرون به صرفه تر کرد.
طراحان هنوز هم آرزو داشتند راهی برای ایجاد تراشه‌های پیچیده خود بدون هزینه طراحی کامل سفارشی، پیدا نمایند، و در نهایت این آرزو با ورود آرایه‌های گیتی قابل برنامه‌ریزی می‌دانی (FPGA)، دستگاه منطق پیچیده قابل برنامه‌ریزی (CPLD) و ASIC ساختار یافته محقق شد. در حالی که ULA نیاز به یک ریخته‌گری ویفر نیمه هادی برای قلم زنی و ایجاد ارتباطات دارد ،FPGA و CPLD ارتباطات قابل برنامه‌ریزی شده داشتند.